# Гельмштадт-Барген
Гельмштадт-Барген (нім. Helmstadt-Bargen) — громада в Німеччині, у землі Баден-Вюртемберг. Підпорядковується адміністративному округу Карлсруе. Входить до складу району Рейн-Неккар.
Площа — 27,95 км2. Населення становить 3807 ос. (станом на 31 грудня 2020).